# 亞歷山大·普羅科普丘克
亞歷山大·瓦西里耶維奇·普羅科普丘克 (俄语：Александр Васильевич Прокопчук；1961年11月18日—），是俄羅斯内務部雇員，2011年6月14日起擔任俄羅斯聯邦内務部國際刑警國家中央局局長，2016年11月10日起擔任国际刑警组织副主席。 

## 早年
普羅科普丘克在乌克兰苏维埃社会主义共和国出生，1983年在基辅大学畢業，取得罗马日耳曼语言及文学學士學位，2000年取得俄罗斯联邦政府财政金融大学法律学位。

## 生涯與爭議
2018年孟宏伟被中国当局扣查后，普罗科普丘克成爲国际刑警组织主席其中一個可能的接班人。Hermitage资本管理公司首席执行長兼联合创始人比尔·布劳德和米哈伊尔·霍多尔科夫斯基都反對普罗科普丘克擔任職位，他們認爲普罗科普丘克會像黑手黨一樣管理這個警察組織。比尔布劳德更断言普罗科普丘克是普京的傀儡之一，并敦促加拿大協助將俄罗斯驱逐出组织。 2018年11月21日，國際刑警組織選舉選出來自韩国的金鍾陽擔任主席。 

## 個人生活
普羅科普丘克的弟弟伊戈尔·普罗科普丘克是乌克兰外交官，担任该国常驻欧安组织代表團團長。